# Jordan Claire Robbins

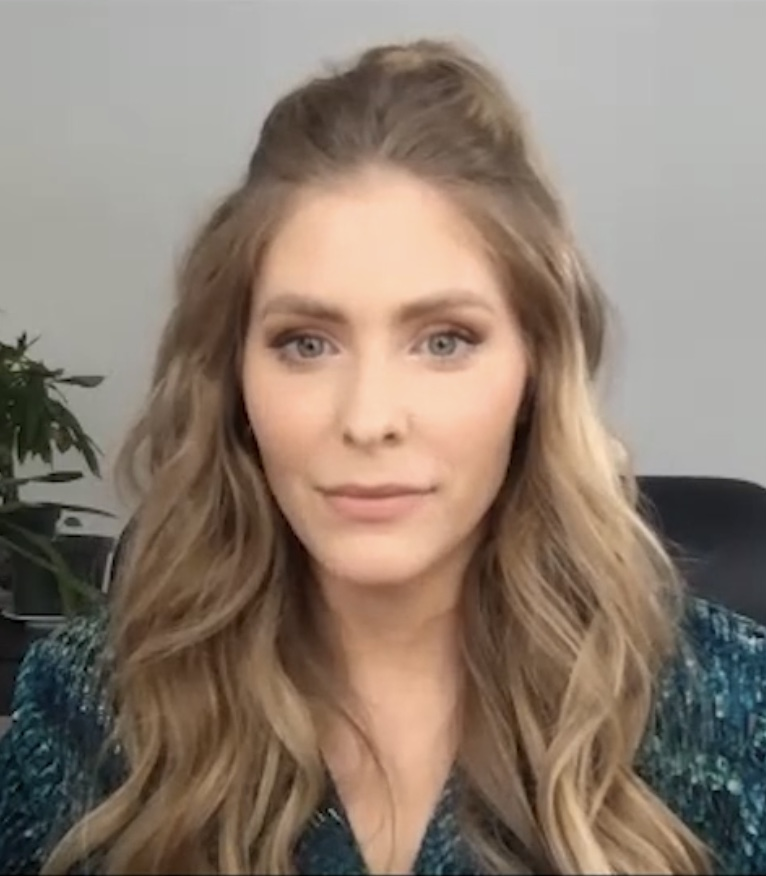
Jordan Claire Robbins, 2022

Jordan Claire Robbins (* 24. Januar 1990 auf Bermuda) ist eine bermudisch-kanadische Schauspielerin und Model.

## Leben
In Bermuda aufgewachsen, zog sie nach dem Abitur im Jahr 2008 nach Toronto und absolvierte an der University of Toronto ein Doppelstudium in Theater und Psychologie. In jener Zeit begann sie ihre Berufstätigkeit als Model. Seit 2015 ist sie in Film und Fernsehen zu sehen.

## Filmografie (Auswahl)

### Fernsehserien
- 2015: Man Seeking Woman[2] (2 Folgen)
- 2015–2016: 12 Monkeys (3 Folgen)
- 2018: Supernatural[3] (Folge 13x12)
- 2019: iZombie (Folge 5x09)
- 2019–2024: The Umbrella Academy[4][5] (24 Folgen)

### Filme
- 2018: Anon
- 2019: Christmas Under the Stars (Fernsehfilm)
- 2020: Fashionably Yours (Fernsehfilm)
- 2022: Escape the Field